# SOS Racisme

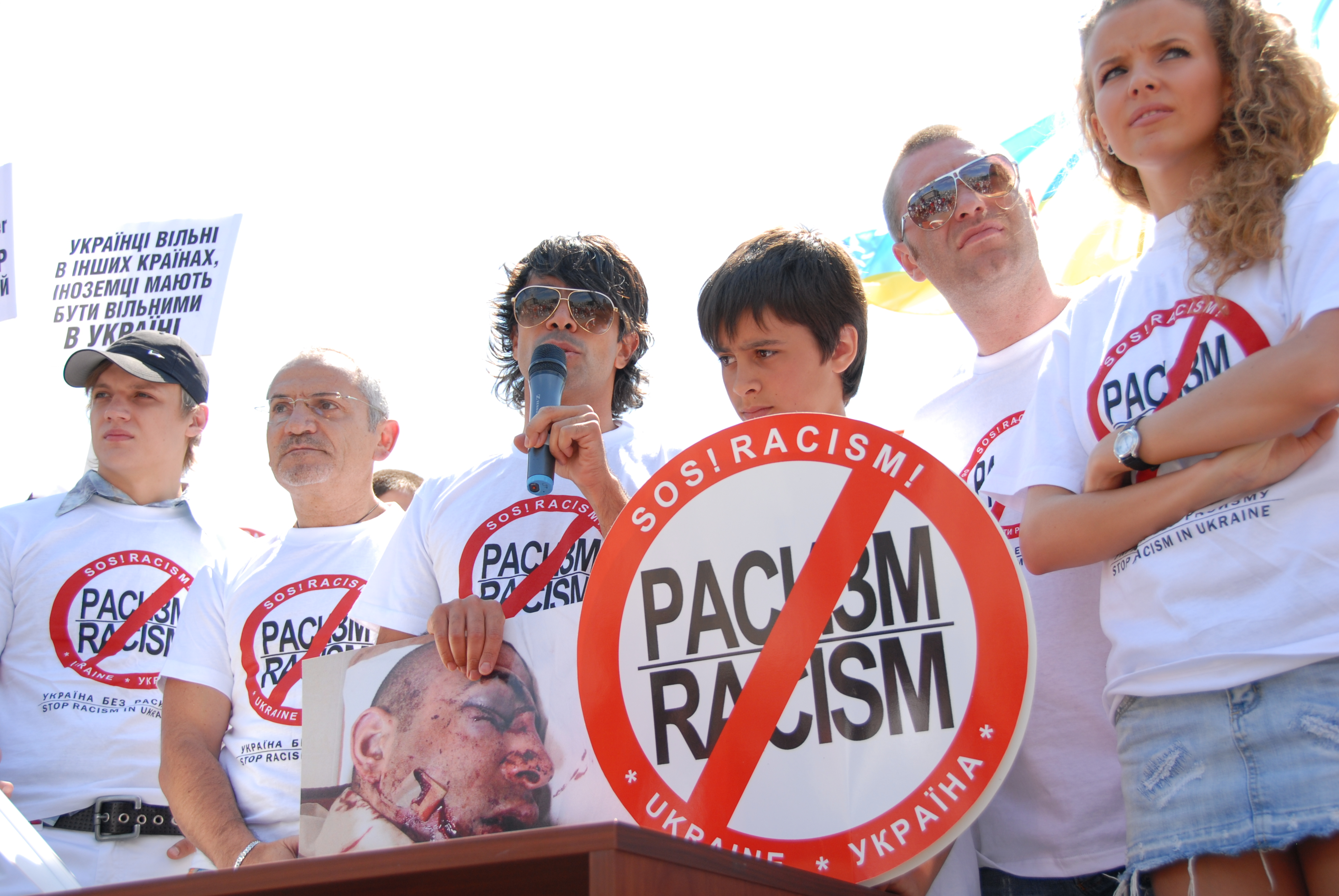
En protest

SOS Racisme är en fransk organisation grundad 1984, som 1985 startade  kampanjen "Touche pas à mon pote" för att motverka mobbning, främlingsfientlighet och rasism. Kampanjen spreds senare till andra länder, bland annat Sverige där den hette "Rör inte min kompis".

## Norska SOS Rasisme
Den norska systerorganisationen, SOS Rasisme, grundades 1985. 2013 förklarades den i konkurs efter att ha lurat den norska staten på bidragspengar genom att grovt överdriva sitt medlemsantal. Tio personer åtalades för bedrägeri, förskingring och pengatvätt.